# 2024年問題
2024年問題（にせんにじゅうよねんもんだい）とは、2024年に発生する深刻な影響が起きる社会問題で、日本における年問題である。
- 2024年1月から地域ごとに段階的にISDN（INSネット）終了による企業間決済、受発注システムなどで発生する諸問題[1][2]。

- 同年4月1日以降、建設、運輸、医療に対して例外的に認められていた時間外労働の上限規制の猶予が終了することから発生する諸問題[3][4]。

## ISDN（INSネット）終了に関する問題
EDIの2024年問題とも呼ばれ、ISDN回線設備の老朽化、光回線、IPネットワークの普及、固定電話回線の減少などの理由により、NTT（東日本・NTT西日本）のISDN（INSネット）サービスの「ディジタル通信モード」が終了する。POSやEDIなどで使用されているISDN回線を使ったサービスが利用できなくなり、企業内システムの見直しや対策が必要になる。

### 主な解決策

#### レガシーEDIからインターネットEDIへの移行
- 流通業界
  - 流通業界全体の業務効率化およびコスト削減、取引頻度が多いこともあり大手を中心に流通BMS対応したEDIインターネットサービスが普及している。

- 医療業界
  - 医療や医療機器業界では、＠MD-Net（日本医療機器ネットワーク協会）が主体となって、VANおよびWeb-EDIのサービスを提供している。JX手順、ebXML MSによる効率化。

- 電子機器業界
  - 電子機器業界では、電子機器および半導体、電子部品等の企業間の新しいEC標準であるECALGAが普及し、インターネットEDI - ebXMLの接続が可能。

- 自動車業界
  - 自動車業界では、自動車メーカーや部品メーカーではインターネット回線、専用回線などで接続可能なJNXが普及している。

- 化学業界
  - 化学業界では、世界的に普及しているインターネットを使用した化学品取引向けXML-EDI標準Chem eStandardsが普及している。

#### 廃止
- 発電業界
  - 熊本県企業局が設置した風力発電所では、サービス終了を機に廃止時期を前倒しすることとした[7]。

## 時間外労働に関する問題
2019年4月（中小企業は2020年4月）、働き方改革の一環として、労働基準法が改正され、時間外労働の上限が法律に規定された。一方、「適用猶予事業・業務」については長時間労働の背景および業務の特性や取引慣行の課題により、時間外労働の上限について適用が5年間猶予され、一部特例つきで適用されている。この猶予期間が2024年3月に終了することから、「2024年問題」と呼ばれる。

### 適用猶予事業・業務
- 工作物の建設の事業
- 自動車運転の業務
- 医業に従事する医師
- 鹿児島県及び沖縄県における砂糖を製造する事業

主に「2024年問題」として報じられるのは自動車運転の業務を伴う運輸業（特に物流業界、路線バス、タクシー）建設業界、医療関係（病院の勤務医）である。

### 時間外労働の上限規制
時間外労働の上限規制は、残業時間の上限を原則として月45時間、年360時間とし、臨時的な特別の事情がなければこれを超えることはできない。また臨時的な特別の事情があって労使が合意する場合でも、以下を超えることはできない。
- 年720時間以内
- 複数月平均80時間以内（休日労働を含む） 
  - 「2か月平均」、「3か月平均」、「4か月平均」、「5か月平均」、「6か月平均」
- 月100時間未満（休日労働を含む）

ただ、上記の上限規制が完全に適用されるのは鹿児島・沖縄の砂糖製造業だけで、 建設業は
- 災害時における復旧及び復興の事業に限り、時間外労働と休日労働の合計について、月100時間未満、2 - 6か月平均80時間以内、時間外労働が月45時間を超えることができるのは年6か月までとする規制は適用外

自動車運転業務は
- 特別条項付き36協定を締結する場合の年間の時間外労働の上限が年960時間まで
- 時間外労働と休日労働の合計について、月100時間未満、2 - 6か月平均80時間以内、時間外労働が月45時間を超えることができるのは年6か月までとする規制は適用外

医師については
- 特別条項付き36協定を締結する場合の年間の時間外労働の上限が年1860時間まで
- 時間外労働と休日労働の合計について、月100時間未満、2 - 6か月平均80時間以内、時間外労働が月45時間を超えることができるのは年6か月までとする規制は適用外

### 自動車運転業務に関する問題
ドライバーについては、上記の時間外労働時間の上限規制とは別に、運転時間や勤務間インターバルについて定めた「自動車運転者の労働時間等の改善のための基準」（改善基準告示）も2024年4月から適用されるため、より影響が大きくなっている。
- ドライバーの収入減少
  - ドライバーの仕事は、走行距離に応じて運行手当が支払われる一種の歩合制のため、稼働時間が減ると走行距離が短くなり、賃金も減少する。全職業平均と比較して、トラック、バス、タクシーのドライバーは、労働時間が1 - 2割長く、賃金が約1 - 3割低いとされている。これ以上、収入が減少すると離職率の増加につながる可能性がある[9]。

- ドライバー不足
  - 前述の待遇面の問題で、以前からドライバー不足が叫ばれていたが、さらに時間外労働の上限が下がることにより1人当たりの年間の稼働時間が減り、輸送できる貨物量も減少する「物流危機」が問題視され[10]、さらにインターネット通販などでよく利用される宅配便についても、翌日配達、あるいは再配達の対応が困難になり、荷物が予定通りに届けられなくなる恐れが指摘されている[11]。
これを補うためにはドライバーを増やす必要があるが、2017年（平成29年）施行の道路交通法で、経験年数を問わず主な配送用2.0トン積みトラックの運転免許が取得できる「準中型自動車免許」が制定されたものの、2023年（令和5年）3月時点でのドライバーの有効求人倍率は、全職業平均の1.22に対して2.48と、2倍を超えており[12]、人手不足は年々深刻化している。また、ドライバーの高齢化が進んでいることも要因になっている[9]。
  - この影響により、路線バスの減便[13]、貸切バスの運行時間の短縮[14]、バス事業からの撤退（金剛自動車[15]）、タクシーの配車時間の増大、シャトルバスやスクールバスなどの運転手手配が出来ないことによる運行受託の打ち切りやイベントの中止[16][17]、荷主や元請運送事業者の都合による長時間の荷待ち（待機）時間の発生による拘束時間の増大などの影響が発生している。バスについては日本のバスおよび運転士を参照のこと。

- 荷主の運賃上昇
  - 物流コスト増加による運賃の値上がりが想定され、その影響で消費者の食料品、生活必需品などの負担も増える[9]。

#### 主な解決策

##### 運賃の見直し
- 事業継続に必要な運賃・料金の設定
- 燃料サーチャージの導入
- 諸作業や待機時間、再配達の有料化
- 送料無料の廃止を含めた見直し
- バス・タクシーなど、公共交通機関の運賃値上げ
- 航空を利用した貨物輸送料金の引き下げ

##### ドライバー確保
- ドライバーの待遇改善、給与体系の見直し。
- 週休2日制の導入、有給休暇の取得促進。
- 幅広い年代のドライバー確保と育成。
  - 二種免許を含む大型免許の取得可能な年齢を、特例教習を受けることにより19歳以上に引き下げ、普通免許（AT限定含む）を取得後、1年（改正前は3年）以上で大型（二種）免許へのステップアップが可能となった[20]。
  - 親会社（京浜急行電鉄）列車の車内広告すべてを、京浜急行バスの運転手募集のポスターで埋め尽くす広告ジャックの実施[21]。
- ドライバーの多能化、副業ドライバーの採用、勤務時間の一部のみ運転業務に従事する制度の導入[21]。
- 一種免許でのタクシーの乗務ができる制度（ライドシェア）導入のための特区の申請（福岡市で準備中[22]）。
- 外国人労働者の在留資格となる特定技能対象に自動車運送業（ドライバー）を追加する検討の開始[23][24]。

##### その他
- 物流DX、物流標準化の推進
- パッケージの標準化、積載率の向上
- モーダルシフト、貨客混載、中継輸送、共同配送など、同業種企業間の連携による推進
- 電動三輪車、カーゴバイクなどトラックの代替手段
- 自転車や電動キックボードのシェアリングの普及。
- 宅配便の営業所およびコンビニでの受け取り、宅配ボックスの利用促進
- 宅配ロボット、無人航空機の活用
- 長時間の荷待ちを発生させている荷主や元請運送事業者に対する労働基準監督署による改善要請の実施[8]
- 現状、80km/h となっている高速道路での大型トラックの法定最高速度を90km/hに引き上げ[25]
- 自動運転技術の開発（2024年度に新東名高速道路の駿河湾沼津サービスエリア - 浜松サービスエリア間に自動運転車用レーンを設置し、深夜時間帯に自動運転トラックの実証運行を開始。2025年度にはレベル4自動運転トラックの実証運行を行ない、2026年度以降の実用化を目指す[26]。）
- 1台で通常の大型トラック2台分の輸送が可能な「ダブル連結トラック（フルトレーラー）」による共同輸送、対象路線の拡充[27]。
  - ただし、UBE三菱セメントで運用されているダブルストレーラーは私道である宇部伊佐専用道路を通行しており、日本の法律上、公道での走行が不可能であることに注意したい。

### 建設業に関する問題
建設業は地域のインフラ整備や災害時の「地域の守り手」として重要な役割を担っているが、2024年度の年間平均労働時間は他産業より約62時間長く、依然として長時間労働が常態化している。休日の取得状況も「4週6休程度」が最多であり、「4週8休（週休2日）以上」の確保は公共工事で約3～4割、民間工事では約1割強にとどまっている。また、高齢化が他産業と比較して深刻であり、55歳以上の割合が36.7%と高く、29歳以下の割合は11.7%と低い。これらの課題に対応するため、国土交通省は2024年6月に成立した「第三次・担い手3法」により、賃上げを含む処遇改善、適切な価格転嫁の推進、工期ダンピングの防止などの新ルールを導入した。特に、建設現場の生産性向上を目指す「i-Construction 2.0」を策定し、2040年度までに建設現場の省人化を少なくとも3割（生産性1.5倍）向上させる目標を掲げている。
- 少子高齢化による従業員の減少、高齢化
- 長時間勤務の常態化

##### i-Construction 2.0
国土交通省は、これまでの取り組みをさらに加速させるため、2024年4月に「i-Construction 2.0」を策定した。これは、建設現場における人手不足の深刻化や2024年問題への対応を背景に、建設現場の省人化を一層推進することを目的としている。
i-Construction 2.0では、2040年度までに建設現場の生産性を1.5倍向上させることを目標に掲げ、以下の3つの「オートメーション化」を柱としている。
1. 施工のオートメーション化：建設機械の自動化・自律化や遠隔施工技術の導入を推進し、オペレーター1人で複数の建機を操作するなどの省人化を目指す。
2. データ連携のオートメーション化：BIM/CIMを核として、調査・設計から施工、維持管理に至る全プロセスでデータを連携させ、手作業による書類作成や情報伝達を削減する。
3. 施工管理のオートメーション化：ドローンやデジタルカメラによる画像解析を用いた出来形管理や、遠隔臨場による検査の効率化を進め、現場管理業務を省力化する。

これにより、少ない人数でも安全で快適な環境で働ける、生産性の高い建設現場の実現を目指している。

#### 主な解決策
- 若手人材確保のための待遇の引き上げや工業高校を訪問してのプレゼンの実施
- 下請企業への補助金の支給

### 勤務医に関する問題
- 少子高齢化による労働力の減少
- 看護師も含む医療スタッフの長時間勤務の常態化
- 育児や介護によるキャリアの中断
- 患者対応に伴う事務作業が医師に集中する（タスクシフティングできていない）

#### 主な解決策
- 患者のモニターシステムや電子カルテなどのICTツールの導入
- 医師が担当する業務の一部（医師でなくても問題のないもの）を、医師以外のスタッフに移管させ、医師の負担を軽減させる
- 出産や育児を控えた女性医師への短時間勤務などの支援
- 1ヶ月単位の変形労働時間制を導入することで、医師が有給休暇を取りやすい環境を整備